# Trampa-22 (Lost)
Trampa-22 (título original: Catch-22) es el decimoséptimo capítulo de la tercera temporada de la serie de televisión Lost. Desmond convence a Hurley, Jin y Charlie a que lo sigan en un viaje por la selva. Nuevos FLASHBACK revelan más sobre la vida de Desmond antes de llegar a la isla. Mientras tanto una desanimada Kate va en busca de Sawyer después de ver a Jack y Juliet juntos. FLASHBACK de Desmond Hume.

## Trama
Desmond tiene otras visiones: Charlie pisa la cuerda de una trampa Rousseau y se le dispara una flecha que le atraviesa el cuello, Desmond trata de salvarlo pero muere en sus brazos; además, Hurley saca un cable de la arena y una luz roja cruza el cielo; Jin sostiene un paracaídas que cuelga de un árbol en la selva y lleva una persona que usa casco. Desmond percibe que alguien está llegando a la isla, tal vez Penny el amor de su vida.
Desmond en la playa mira para ver si Charlie todavía está vivo y bien. Se acerca a Hurley y le pide que lo lleve al cable. Hurley finge no saber nada, pero Desmond le pide que vaya con él. Van donde Jack para pedirle un equipo de primeros auxilios, y Desmond se justifica diciéndole que tiene un tobillo torcido. Jack, al principio, es escéptico, pero se los entrega. Hurley entonces exige que Desmond le diga qué pretende. Desmond explica que él experimentó más visiones, pero no tiene claro el orden, así que todo necesita suceder exactamente como apareció. 
Mientras tanto, Kate es visitada por Sawyer en su tienda mientras se está cambiando, y él le pregunta que sobre su arrojo mientras estaban en cautiverio. Ella explica que Jack los vio hacer el amor a través de los monitores de la vigilancia. Sawyer intenta filtrar con ella, pero Kate lo elude juguetonamente. 
Desmond consigue que Hurley hable con Jin, para que los acompañe a "acampar". Desmond entonces se acerca a Charlie con la misma propuesta, pero Charlie le pregunta sobre sus visiones. Desmond explica, pero solamente una cantidad limitada para convencer a Desmond que vaya adelante. Caminan a lo largo de la playa, hasta del punto donde Hurley primero descubrió el cable. Desmond sugiere que acampen ahí hasta la mañana siguiente, pidiendo a Charlie tener cuidado. Sin embargo, los cuatro conversan y gozan de una historia de fantasmas contada por Jin (en coreano), mientras están alrededor de una hoguera. 
Charlie se fija en que Desmond está mirando la foto de él y Penny y le pregunta cómo pudo dejar a una mujer tan hermosa; Desmond contesta por cobarde; entonces oyen el sonido de un helicóptero próximo. Jin exclama "¡Rescate!". Repentinamente el helicóptero no suena, y lo oyen estrellarse en el océano. Jin, sin embargo, ve una luz que destella en el cielo, aterrizando en alguna parte en la selva. Desmond impaciente quiere buscar donde cayó el objeto, pero Charlie sugiere que esperen hasta la mañana. Aunque renuente, a Desmond le conviene. 
En el campamento, Kate y Jack tienen una conversación en la cocina, y recuerdan los días pasados en la isla. Kate intenta comunicarse con Jack y busca lograr que la relación entre los dos vuelva a la normalidad, pero él pide utilizar su cuchara y se dirige hacia afuera, a la tienda de Juliet, donde él cena con ella. Kate alterada se dirige a la tienda de Sawyer. Al principio, Sawyer está sorprendido cuando Kate comienza a besarlo y nota que ella está llorando, pero los dos hacen el amor nuevamente y pasan el resto de la noche juntos. 
Por la mañana, Desmond, Charlie, Jin y Hurley se aventuran dentro de la selva. Charlie tropieza con una muñeca pequeña, que al principio fue confundida con una de las trampas de Rousseau. Desmond entonces descubre un mochila acuñada en un árbol sobre Hurley, y la recupera. Dentro de ella encuentran un teléfono satelital, que ha dejado de funcionar y un libro titulado "Ardil-22" (la edición en portugués del libro "Captura-22"), en cuyo interior Desmond encuentra una copia perfecta de la fotografía con él y Penny, lo que lo hace sospechar que Penny sea la persona que se lanzó en paracaídas en la isla. 
Jack y Juliet hablan de nuevo en la playa, a medida que continúan construyendo su tienda. Pronto son enfrentados por Sawyer, que desafía a Jack a un juego de ping pong. Mientras que juegan, Jack menciona que Juliet y él cenaron juntos. Cuando Sawyer dice cómo es bueno sentirse de regreso, Jack dice que eso mismo le dijo Kate la misma cosa la noche anterior. 
Sawyer se encuentra con Kate, y le da un casete ("Lo Mejor de Phil Collins"), que él consiguió de Bernard. Él entonces la pregunta acerca de por qué ella lo asaltó ayer por la noche, preguntándole si estaba trastornada por causa de Jack y Juliet. Sawyer la acusa de usarlo, antes de dejarla. 
En la selva, Desmond y Charlie discuten sus razones de traerlos a la caminata. Pronto comienza a llover, y Desmond está impaciente para que el grupo apresure el paso. Hurley y Charlie discuten quién es más rápido, Superman o Flash, según la visión de Desmond en el comienzo del episodio. También según lo previsto, Charlie activa la trampa que se supone lo matará. Desmond, sin embargo, lo empuja al suelo, salvando su vida y evitando que le dé la flecha. Charlie entiende inmediatamente que Desmond sabía lo que sucedería. 
Vemos un FLASHBACK, Desmond aparece ingresando en un monasterio. El hermano Campbell le saluda mientras que él se está poniendo su hábito y le da la bienvenida a la abadía. Luego se les ve colocando las etiquetas de unas botellas del vino. Mientras que están hablando, un monje entra e informa a Desmond de un visitante. Un hombre después entra y da de puñetazos a Desmond, antes de irse. 
Desmond decide ir a visitar una vieja pasión, con la que supuestamente se iba casar después de seis años de fijar la fecha, pero la abandonó una semana antes de la boda, para ser un monje. Derek, el hombre que lo asaltó, contesta a la puerta, pero es interrumpido rápidamente por Ruth, el viejo amor de Desmond. Ella lo invita a pasar y él le explica fue llamado a ingresar al monasterio. Sin embargo, Ruth lo acusa de ser cobarde y le grita que él no tuvo la decencia de romperse limpiamente con una mujer. Más tarde esa noche, Desmond se emborracha con el vino que ayudó a etiquetar. El hermano Campbell lo agarra y le informa que no será más bienvenido en el monasterio. Sin embargo, al día siguiente, él le pide a Desmond ayudarlo a cargar las cajas de vino en el coche de un cliente. Cuando él las acarrea, conoce a Penny Widmore, quien le ofrece tomarlo con ella. 
De regreso a la isla, Jin y Desmond están indecisos en cuanto a qué dirección tomar. Hurley sugiere que él y Charlie vayan en una dirección mientras que Jin y Desmond van en otra. Charlie no está de acuerdo y desea ir con Desmond. Cuando están solos, Charlie le grita a Desmond por no decirle la verdad sobre sus visiones, a lo cual él responde que "Sería insustancial salvarlo, en la medida que esto siga pasando", haciendo referencia a una "Prueba de Dios". Jin los llama repentinamente, con Hurley han descubierto la luz y el paracaídas colgando inmóviles del árbol. Desmond sube al árbol y corta el paracaídas, de manera que Jin, Charlie y Hurley pueden utilizarlo como red de seguridad para cuando Desmond deje libre al paracaidista. Convencido de que finalmente se unirá con Penny, Desmond quita rápidamente el casco, sólo para descubrir que el paracaidista es una mujer totalmente distinta. Mientras que el episodio concluye, ella pronuncia el nombre de Desmond.